# Станислав Ростоцки
Станислав Йосипович Ростоцки е руски режисьор и актьор.

## Биография
Роден е в Рибинск на 21 април 1922 г. Баща му е лекар и виден деец на здравеопазването.
Станислав Ростоцки завършва училище (1940) и постъпва в Институт по философия и литература. През 1942 г. е призован да служи в Червената армия, а през 1943 г. заедно със стрелкова бригада е изпратен на фронтовата линия. Участва в боевете при Вязма, Смоленск и Ровно. На 11 февруари 1944 г. при Дубно е ранен. След излекуването си е уволнен и инвалидизиран.
Веднага след това става студент в Института по кинематография в класа на Григорий Козинцев. Учи 7 години, като едновременно работи в киностудията „Ленфилм“. През 1952 г. получава направление за работа в киностудията „М. Горки“, където остава до края на живота си.
Два от филмите на Ростоцки са били номинирани за Оскар („А зори здесь тихие“, „Белый Бим, чёрное ухо“). Три от филмите му са били избирани за най-добър филм на годината от списанието „Советский экран“ („А зори здесь тихие“, „Доживём до понедельника“, „Белый Бим Черное ухо“)
През 1998 г. Станислав Ростоцки участва като актьор в сериала „На ножах“. Тук той изпълнява ролята на генерал Синтянин.
Станислав Ростоцки е автор на много статии в списанията „Искусство кино“, „Советский экран“. Бил е член на Съюза на кинематографите на СССР и пет пъти председател на журито на Московския кинофестивал.

## Филмография
- 1955 – Земля и люди
- 1957 – Дело было в Пенькове
- 1959 – Майские звёзды
- 1962 – На семи ветрах
- 1965 – Зимние Этюды
- 1966 – Бэла
- 1968 – Доживём до понедельника
- 1972 – А зори здесь тихие
- 1977 – Белый Бим Чёрное ухо
- 1979 – Профессия – киноактёр
- 1980 – Эскадрон гусар летучих
- 1984 – И на камнях растут деревья
- 1992 – Из жизни Фёдора Кузькина